# Henschoutedenia batesi
Henschoutedenia batesi är en kackerlacksart som först beskrevs av Rehn, J. A. G. 1937.  Henschoutedenia batesi ingår i släktet Henschoutedenia och familjen jättekackerlackor. Inga underarter finns listade i Catalogue of Life.